# Ted Raimi
Ted Raimi (Detroit, Michigan, 14 de desembre de 1965) és un actor, director, còmic i guionista estatunidenc, conegut principalment pel seu paper de Joxer the Mighty a les sèries Xena: Warrior Princess i Hercules: The Legendary Journeys. També fa de Ted Hoffman a la trilogia de Spider-Man del seu germà, Sam Raimi.

## Filmografia

### Cinema
| Any  | Títol                                                                | Personatge                          | Notes               |
| ---- | -------------------------------------------------------------------- | ----------------------------------- | ------------------- |
| 1977 | It's Murder!                                                         |                                     | migmetratge         |
| 1981 | Possessió infernal (The Evil Dead)                                   | Fake Shemp                          |                     |
| 1981 | Torro. Torro. Torro!                                                 |                                     | curtmetratge        |
| 1982 | Cleveland Smith: Bounty Hunter                                       |                                     | curtmetratge        |
| 1985 | Crimewave                                                            | cambrer                             |                     |
| 1985 | Thou Shalt Not Kill... Except                                        | Chain Man                           |                     |
| 1987 | Evil Dead II                                                         | Henrietta posseïda                  |                     |
| 1987 | Blood Rage                                                           | venedor de condons                  |                     |
| 1989 | Intruder                                                             | Produce Joe                         |                     |
| 1989 | Easy Wheels                                                          | Charlie                             |                     |
| 1989 | Shocker                                                              | Pac Man                             |                     |
| 1990 | Darkman                                                              | Rick                                |                     |
| 1991 | Lunatics: A Love Story                                               | Hank Stone                          |                     |
| 1992 | Eddie Presley                                                        | Scooter                             |                     |
| 1992 | Patriot Games                                                        | tècnic de la CIA                    |                     |
| 1992 | Candyman                                                             | Billy                               |                     |
| 1992 | L'exèrcit de les tenebres (Army of Darkness)                         | diversos                            |                     |
| 1992 | Inside Out V                                                         | Richard                             | vídeo               |
| 1992 | The Finishing Touch                                                  | Detectiu Arnold                     |                     |
| 1992 | The Fountain Clowns                                                  | Hayden                              |                     |
| 1993 | Maniac Cop III: Badge of Silence                                     | reporter                            |                     |
| 1993 | Born Yesterday                                                       | assistent de Cynthia                |                     |
| 1993 | Skinner                                                              | Dennis Skinner                      |                     |
| 1993 | Hard Target                                                          | home al carrer                      |                     |
| 1994 | Floundering                                                          | Safe Salesman                       |                     |
| 1994 | Clear and Present Danger                                             | analista de satèl·lit               |                     |
| 1994 | In This Corner                                                       | entrevistador                       |                     |
| 1995 | Stuart Saves His Family                                              | Hal                                 |                     |
| 1995 | The Expert                                                           | amic de Jerry                       | no surt als crèdits |
| 1996 | The Shot                                                             | Detectiu Corelli                    |                     |
| 1997 | El senyor dels desitjos (Wishmaster)                                 | Ed Finney                           |                     |
| 1998 | Hercules and Xena – The Animated Movie: The Battle for Mount Olympus | Crius (veu)                         |                     |
| 1999 | Freak Talks About Sex                                                | marit de Jackie                     |                     |
| 2001 | The Attic Expeditions                                                | Dr. Coffee                          |                     |
| 2002 | Spider-Man                                                           | Ted Hoffman                         |                     |
| 2003 | Red Zone                                                             | Phelps                              |                     |
| 2003 | Between the Sheets                                                   | Gabriel / A.D.R. Mixer              |                     |
| 2004 | Spider-Man 2                                                         | Ted Hoffman                         |                     |
| 2004 | Illusion                                                             | Ian                                 |                     |
| 2004 | The Grudge                                                           | Alex                                |                     |
| 2005 | Man with the Screaming Brain                                         | Pavel                               |                     |
| 2005 | Freezerburn                                                          | agent especial Johnson              |                     |
| 2006 | High Hopes                                                           | agent especial Brown                |                     |
| 2006 | Kalamazoo?                                                           | Angel                               |                     |
| 2007 | En algun racó de la memòria (Reign Over Me)                          | Peter Saravino                      |                     |
| 2007 | My Name Is Bruce                                                     | Mills Toddner / Wing / Sign Painter |                     |
| 2007 | Spider-Man 3                                                         | Ted Hoffman                         |                     |
| 2007 | Millennium Crisis                                                    | August                              |                     |
| 2008 | Diamonds and Guns                                                    | el propietari                       | vídeo               |
| 2008 | The Midnight Meat Train                                              | Randle Cooper                       |                     |
| 2009 | Arrossega'm a l'infern (Drag Me to Hell)                             | doctor                              |                     |
| 2009 | Angel of Death                                                       | Norton                              |                     |
| 2010 | VideoDome Rent-O-Rama                                                | Francis                             | curtmetratge        |
| 2011 | Ruthless an experiment in terror                                     | barman                              |                     |
| 2012 | Attack of the 50 Foot Cheerleader                                    | Dr. Higgs                           |                     |
| 2013 | Oz the Great and Powerful                                            | escèptic entre el públic            |                     |
| 2014 | Murder of a Cat                                                      | xèrif jove                          |                     |
| 2017 | Darkness Rising                                                      | pare                                |                     |

### Televisió
| Any          | Títol                            | Personatge                               | Notes                                                                            |
| ------------ | -------------------------------- | ---------------------------------------- | -------------------------------------------------------------------------------- |
| 1989         | Knight & Daye                    | comprador                                | sèrie de TV; episodi: "Stalk Radio"                                              |
| 1989         | Alien Nation                     | Johnny Appleseed                         | sèrie de TV; episodi: "Chains of Love"                                           |
| 1989         | ALF                              | Julius                                   | sèrie de TV; episodi: "It's My Party"                                            |
| 1991         | Twin Peaks                       | jove heavy metal                         | sèrie de TV; episodis: "2.19", "2.20"                                            |
| 1992         | Baywatch                         | Leonaard                                 | sèrie de TV; episodi: "Rookie of the Year"                                       |
| 1993–1996    | seaQuest DSV                     | tinent JG Timothy O'Neill                | personatge principal (54 episodis)                                               |
| 1996         | American Gothic                  | Ted Parker                               | sèrie de TV; episodi: "Learning to Crawl"                                        |
| 1996         | Apollo 11                        | Steve Bales                              | telefilm                                                                         |
| 1996–2001    | Xena: Warrior Princess           | Joxer                                    | personatge recurrent (42 episodis)                                               |
| 1997         | Hercules: The Legendary Journeys | Joxer                                    | sèrie de TV; episodis: "When a Man Loves a Woman", "Stranger in a Strange World" |
| 1998         | Hercules: The Legendary Journeys | Alex Kurtzman                            | sèrie de TV; episodi: "Yes, Virginia, There Is a Hercules"                       |
| 1999         | Iggy Vile M.D.                   | Frederick Marsche                        | telefilm                                                                         |
| 2001         | Primetime Glick                  | diversos                                 | sèrie de TV                                                                      |
| 2002         | Invader Zim                      | Skoodge, cap alienígena hologràfic (veu) | sèrie de TV; episodis: "Battle of the Planets", "HOBO 13/Walk for Your Lives"    |
| 2002         | Odyssey 5                        | Harry Mudd                               | sèrie de TV; episodi: "Trouble with Harry"                                       |
| 2005         | CSI: NY                          | Garage Joe / Joe Strahil                 | sèrie de TV; episodi: "Hush"                                                     |
| 2005         | Evil Dead: Regeneration          | Sam (veu)                                | videojoc                                                                         |
| 2006         | Masters of Horror                | pare Tulli                               | sèrie de TV; episodi: "The Damned Thing"                                         |
| 2007         | Planet Raptor                    | Dr. Tygon                                | telefilm                                                                         |
| 2007–2008    | Code Monkeys                     | diversos (veu)                           | personatge recurrent (6 episodis)                                                |
| 2008         | Legend of the Seeker             | Sebastian                                | sèrie de TV; episodi: "Bounty"                                                   |
| 2008         | 30 Days of Night: Dust to Dust   |                                          | minisèrie                                                                        |
| 2008         | Supernatural                     | Wesley Mondale                           | sèrie de TV; episodi: "Wishful Thinking"                                         |
| 2010         | Legend of the Seeker             | Sebastian                                | sèrie de TV; episodi: "Hunger"                                                   |
| 2011         | Your Dungeon, My Dragon          |                                          | sèrie de TV; episodi: "Battle of the Bands, Man"                                 |
| 2016         | Ash vs Evil Dead                 | Chet Kaminski Henrietta posseïda         | també va interpretar Henrietta posseïda a Evil Dead II                           |
| 2017–present | Buddy Thunderstruck              | Darnell / Moneybags (veu)                | 12 episodis                                                                      |